# Ryszard Sroczyński (rzeźbiarz)
Ryszard Sroczyński (ur. 8 maja 1905, zm. 3 sierpnia 1966 Bielsko-Biała) – polski artysta rzeźbiarz.

## Życiorys
W 1946 osiedlił się w Bielsku i zamieszkał w domu przy ulicy Drzymały 18, a następnie w mieszkaniu przy ulicy Bohaterów Warszawy 14/9. Początkowo jego pracownia mieściła się przy ulicy Bohaterów Getta, przed 1959 przez pewien czas w kaplicy zamkowej Zamku Sułkowskich a następnie przy ulicy Schodowej 1. W latach 1946–1948 prowadził wyższy kurs malarstwa w Szkole Malarstwa, Rzeźby i Grafiki w Bielsku, a następnie w Państwowym Ognisku Kultury Plastycznej.
Był członkiem lokalnego oddziału Związku Polskich Artystów Plastyków.

## Twórczość
Absolwent Akademii Sztuk Pięknych w Warszawie, uczeń Karola Tichy'ego.
Początkowo zajmował się malarstwem, twórczość rzeźbiarską rozpoczął w latach 1947/1948. Jego pierwszą istotną rzeźbą była Głowa W. Pstrowskiego wykonana na zlecenie przemysłu węglowego. Wykonał kopię rzeźby Bertela Thorvaldsena A genio lumen do Pałacu Staszica w Warszawie, płaskorzeźbę Monterzy konstrukcji stalowych do MDM (1952), pomnik św. Jana Chrzciciela dla Komorowic (1953), pomnik Syrenki (1953), model pomnika Adama Mickiewicza w Parku Włókniarzy (1955), powiększenie do skali 1:1 i przekucie w granicie Antoni Biłka (1955-1961), pomnik Słowackiego dla szkoły podstawowej w Czechowicach-Dziedzicach (1962), Pomnik ofiar Oświęcimia w Strumieniu, model pomnika Żołnierza Radzieckiego dla Cmentarza Żołnierzy Radzieckich w Bielsku-Białej (1965, realizacja August Dyrda 1967).

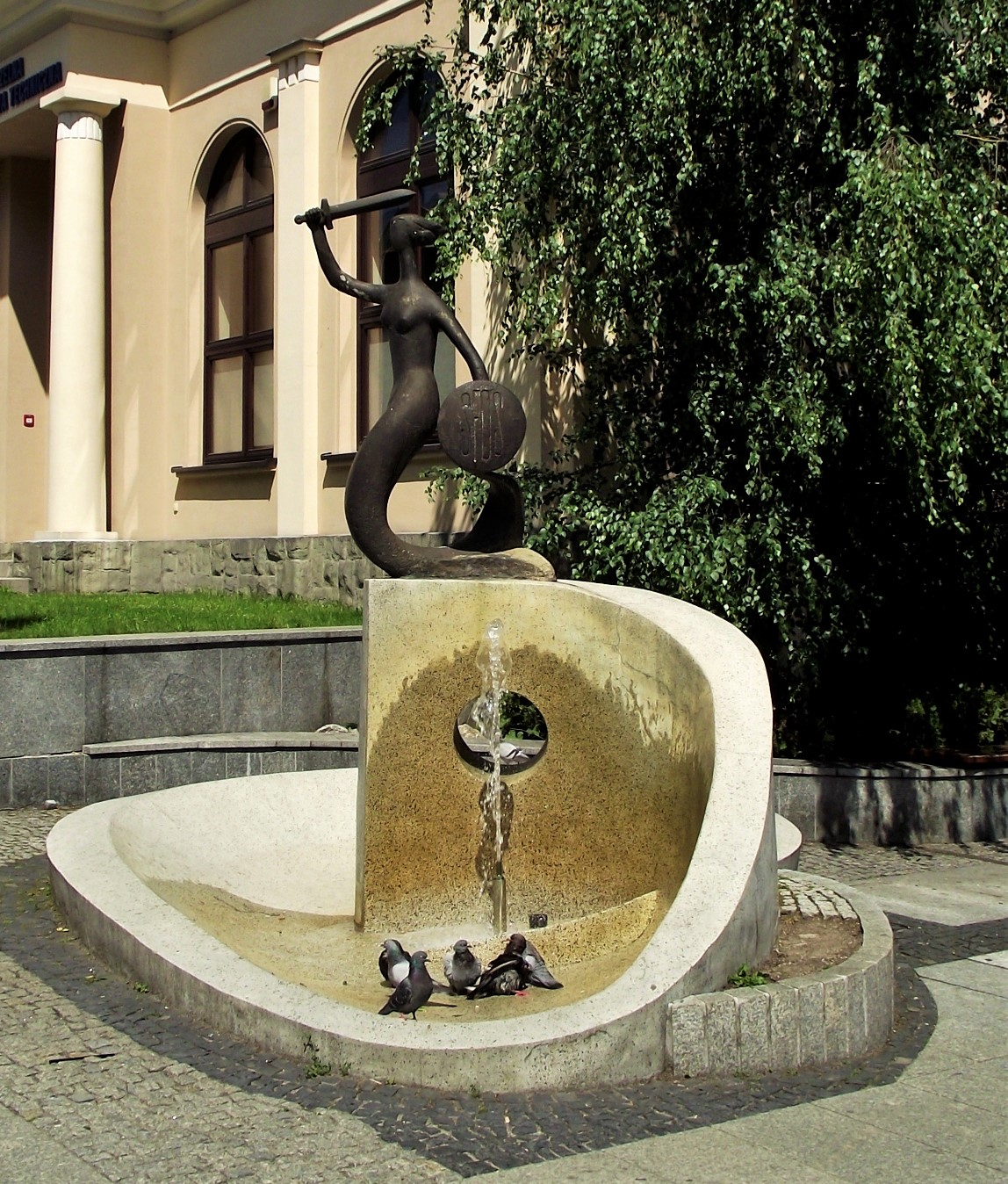
pomnik Syrenki
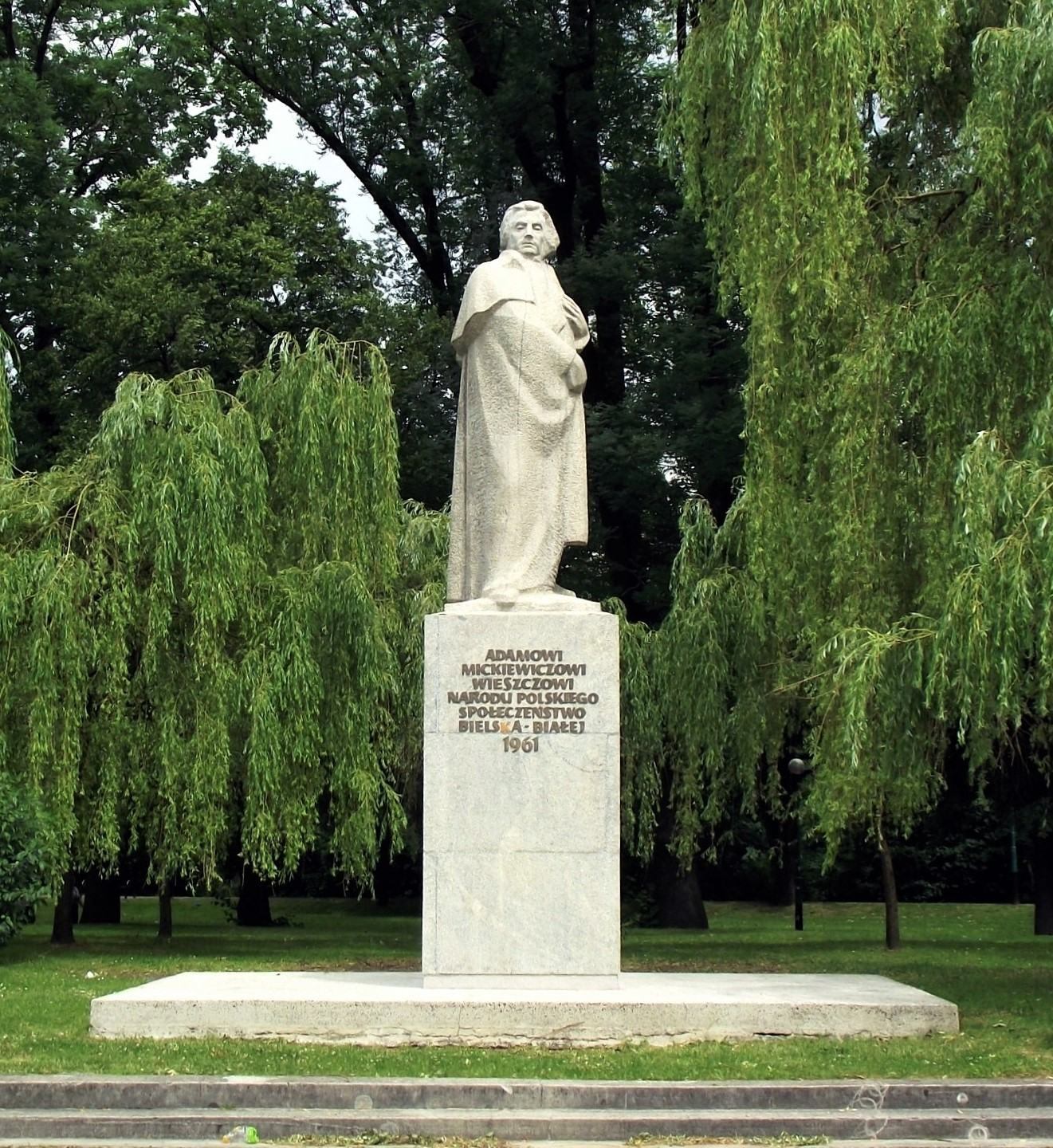
pomnik Adama Mickiewicza
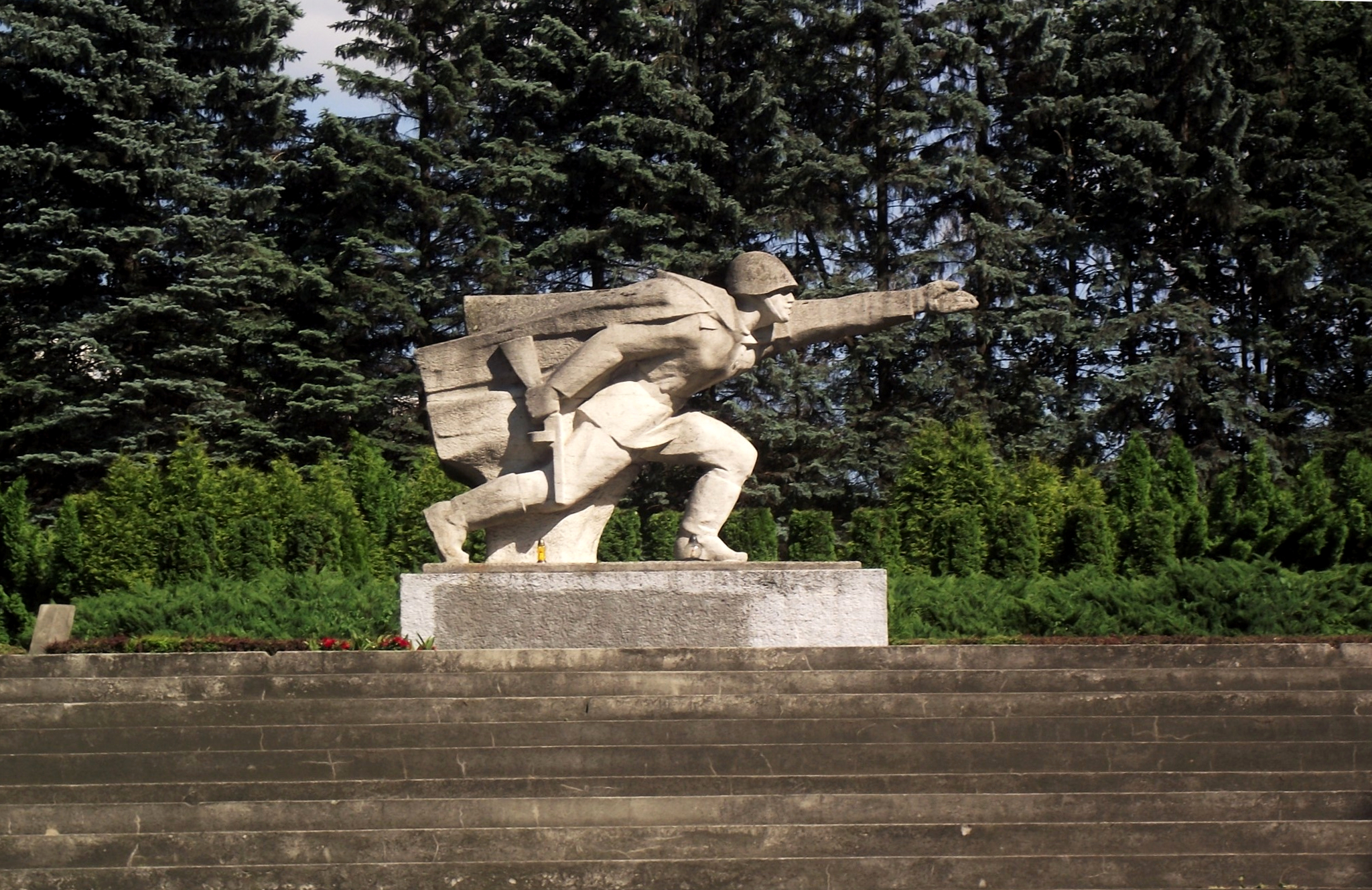
pomnik Żołnierza Radzieckiego
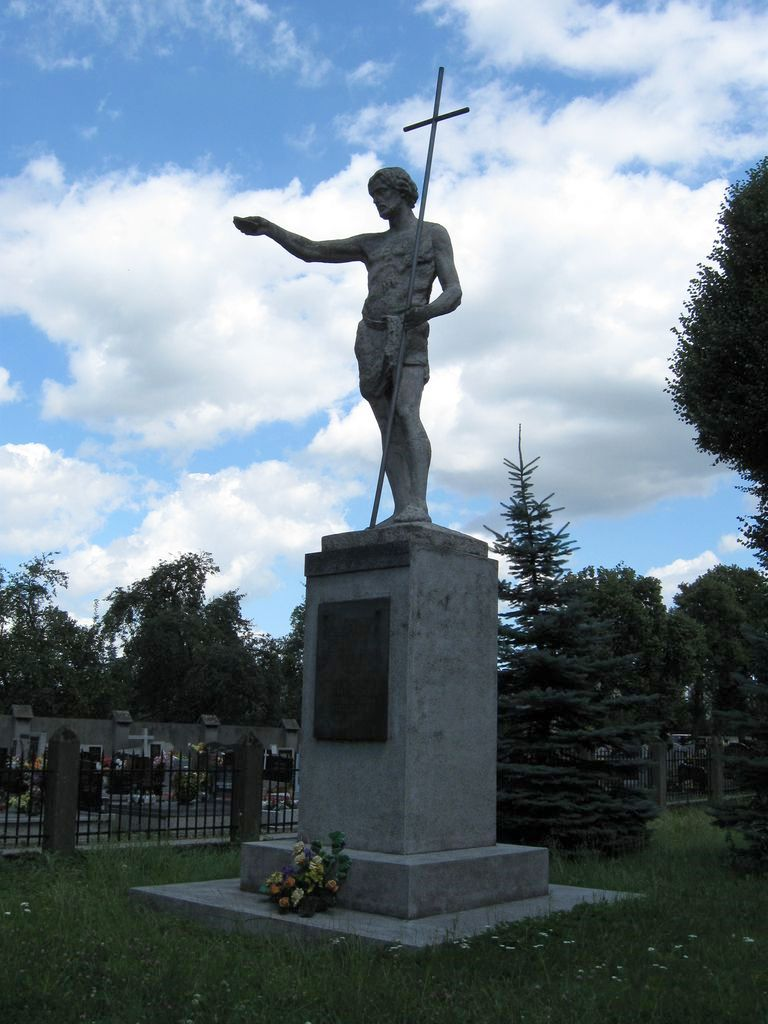
Św. Jan Chrzciciel w Komorowicach